# Cornelia Bosch

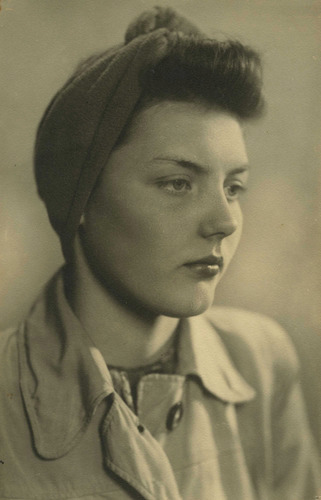
Cornelia Bosch, 17 jaar.

Cornelia (Corry) Bosch (Deventer, 2 augustus 1925 – aldaar, 10 april 1945) was een Nederlands verzetsstrijder tijdens de Tweede Wereldoorlog. Ze was lid van de Verzetsgroep Deventer, Ter Wolde, Twello, Voorst. Ze werd een half uur voor de bevrijding van Deventer gefusilleerd.

## Levensloop
Bosch werd geboren in een eenvoudig gezin en had twee broers en zeven zussen. Na haar opleiding ging ze werken als laboratoriumassistent. Bosch’ vader, een stukadoor, was gedwongen tewerkgesteld in Duitsland.
Bosch zette zich op verschillende manieren in voor het verzet. Zo was ze koerierster en vervoerde onder andere vervalste bonkaarten, persoonsbewijzen, wapens en distributiestamkaarten. Ze was als enige vrouw onderdeel van de knokploeg Deventer, Ter Wolde, Twello, Voorst die zich in april 1945 ophield in de smeeroliefabriek Twentol om vanaf deze plek de brug over de IJssel te bewaken tegen destructie de bezetter en zodat de Canadezen de stad konden bevrijden.

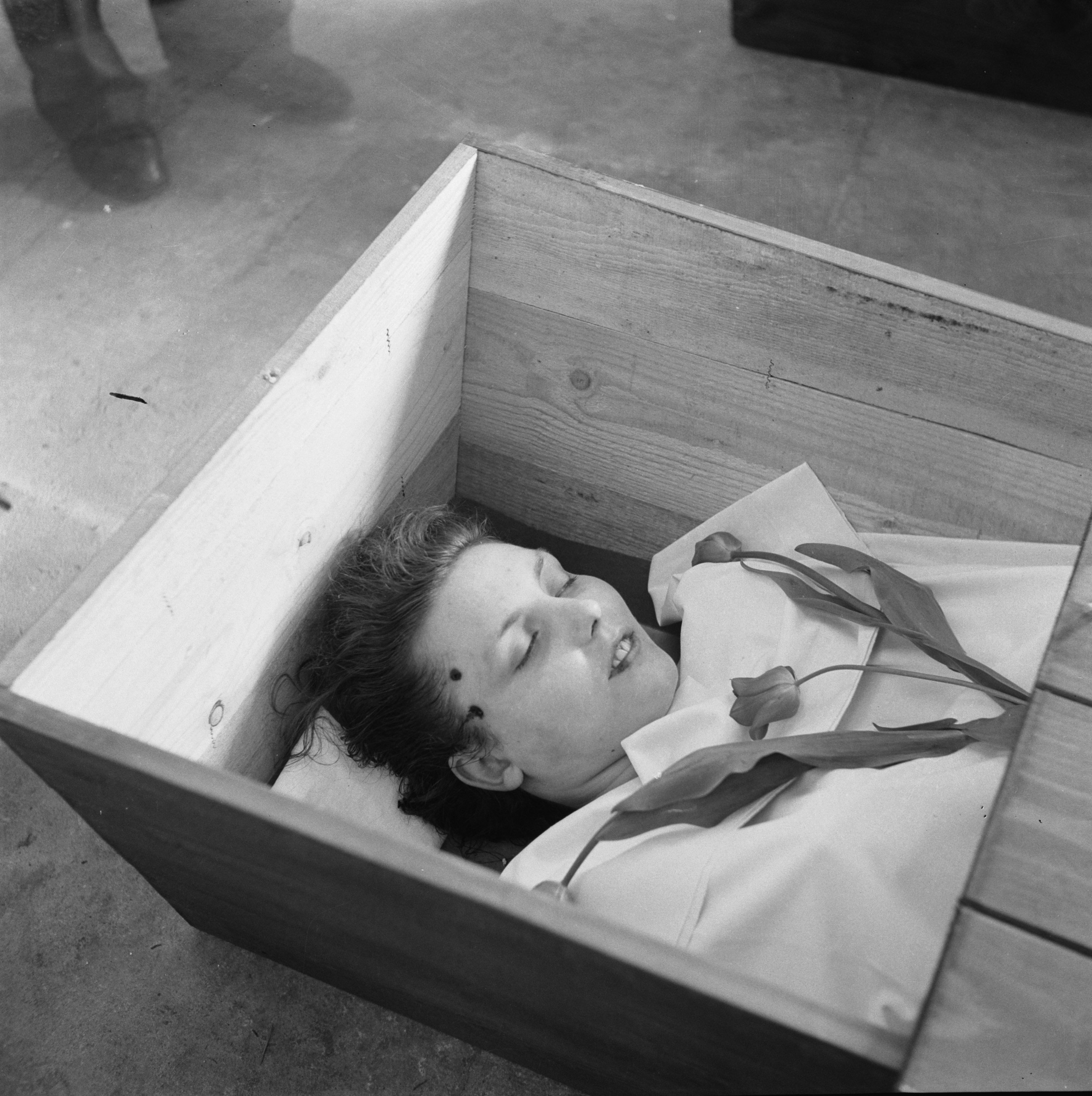
Cornelia Bosch, opgebaard.

Bosch werd in de speeltuin op het Hoornwerk standrechtelijk geëxecuteerd samen met zeven andere verzetsstrijders, onder wie haar echtgenoot Joost van Baalen, met wie ze op 28 maart 1945 was getrouwd. Ook gefusilleerd werd de Duitse soldaat Ernst Gräwe, die het bevel tot executie weigerde en hiermee zijn dood tegemoet trad. De gebeurtenissen en executie van de verzetsmensen gebeurde een uur voor dat de geallieerden Deventer bereikten. Deze executie staat bekend als het Twentol-drama.
Een foto van de opgebaarde Bosch zorgde voor een golf aan (internationale) reacties. Onder andere de Britse Daily Mirror publiceerde de foto met als titel ‘Triumph in death: she gave her life so that her country might live’ en bij Voice of the Netherlands was het bijschrift bij de foto: ‘The most moving pictorial expression we have ever seen of the nature of Holland’s struggle against the Germans’.

## Eerbetoon
Haar naam staat vermeld op de Erelijst van Gevallenen 1940-1945.

## Afbeeldingen

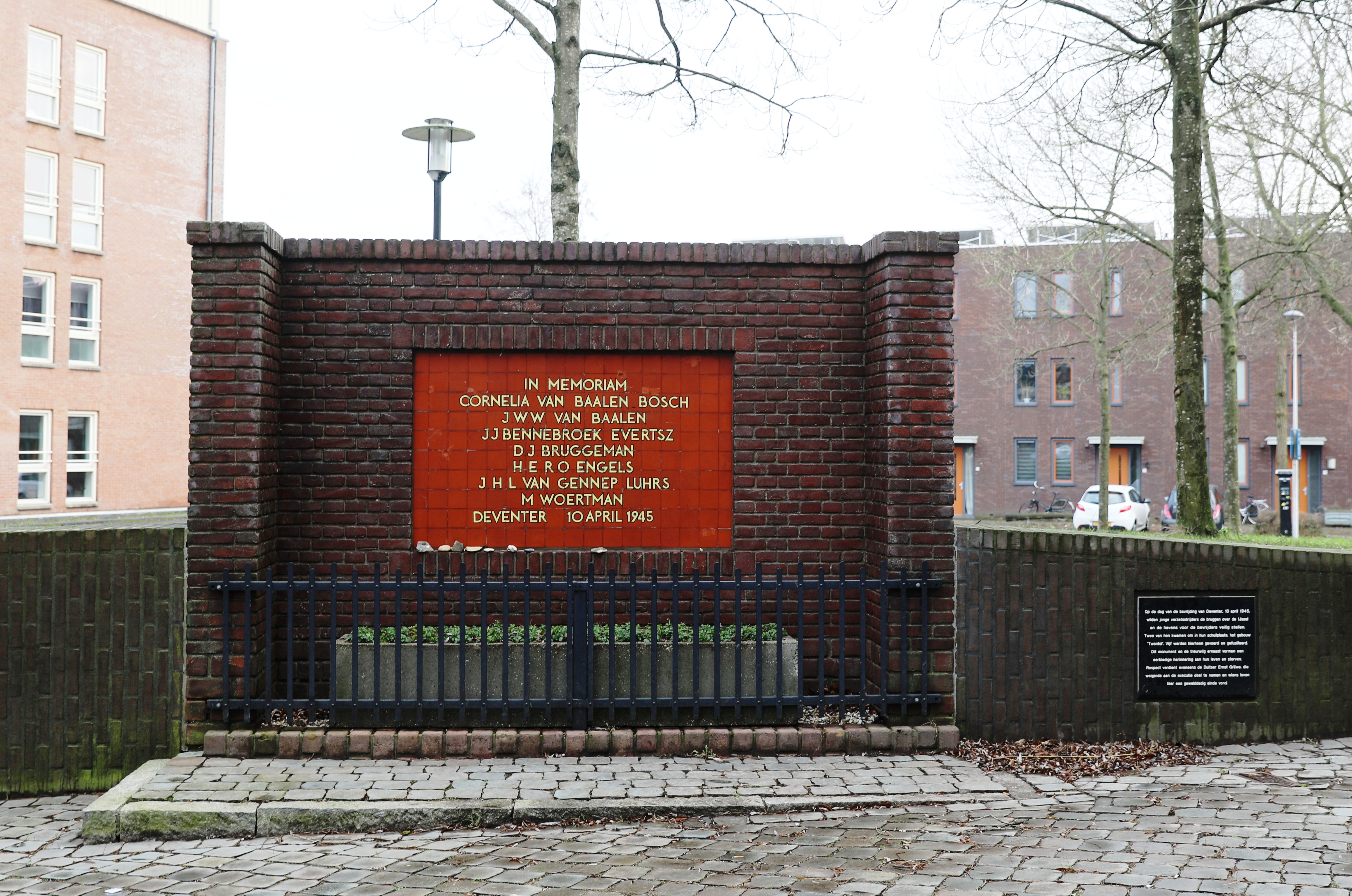
Twentolmonument in Deventer (2024)
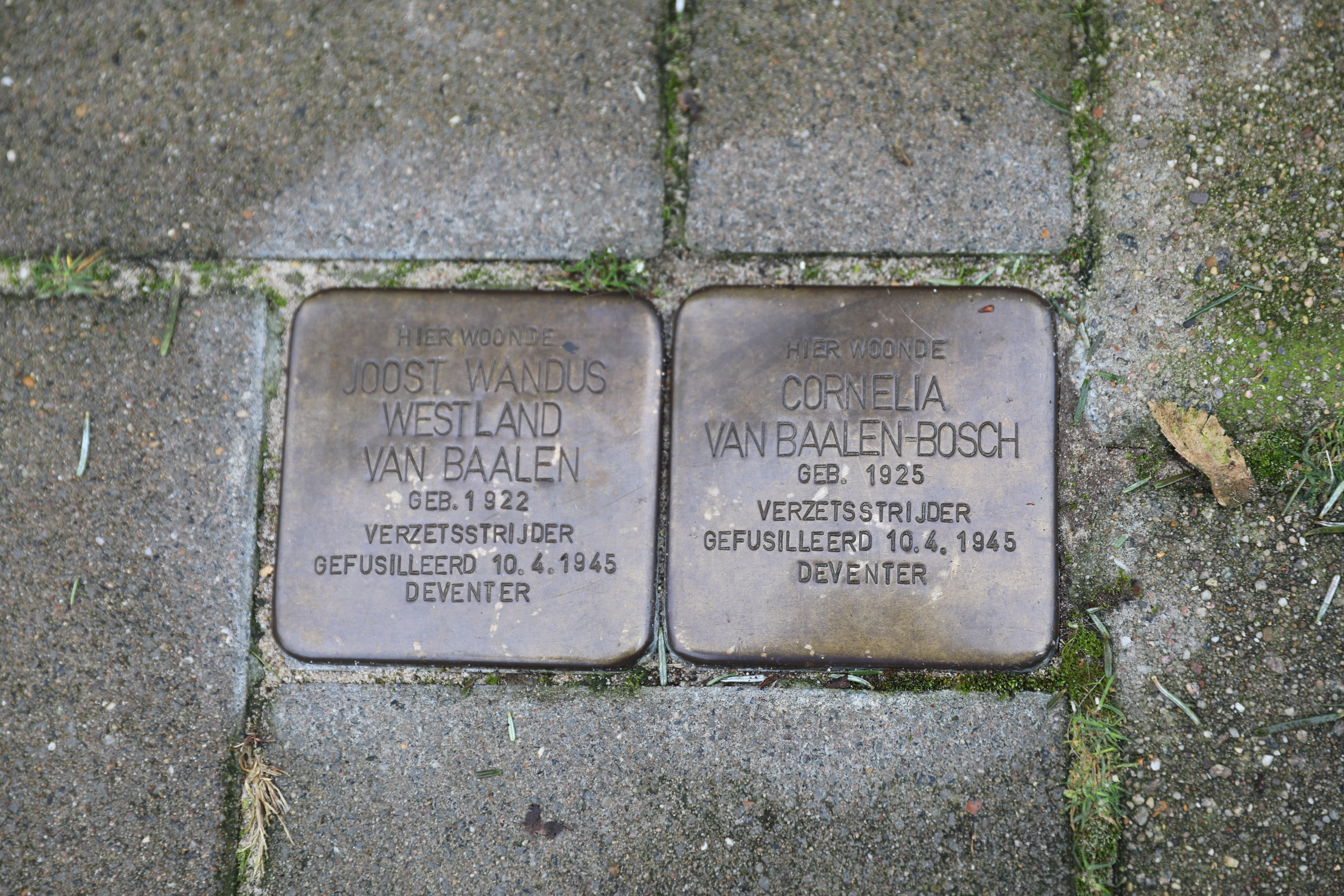
Stolpersteine voor Joost van Baalen en Cornelia Bosch aan de Saarlandstraat in Deventer (2024)